# Perfluorocarboneto
Perfluorcarboneto é o nome genérico que se dá ao grupo de compostos orgânicos constituídos exclusivamente por átomos de carbono e flúor. As cadeias dos compostos dessa categoria têm um máximo de seis átomos de carbono. Por exemplo: F3C-CF2-CF3 é o perfluorcarboneto de 3 átomos de carbono.